# Gloria Jones

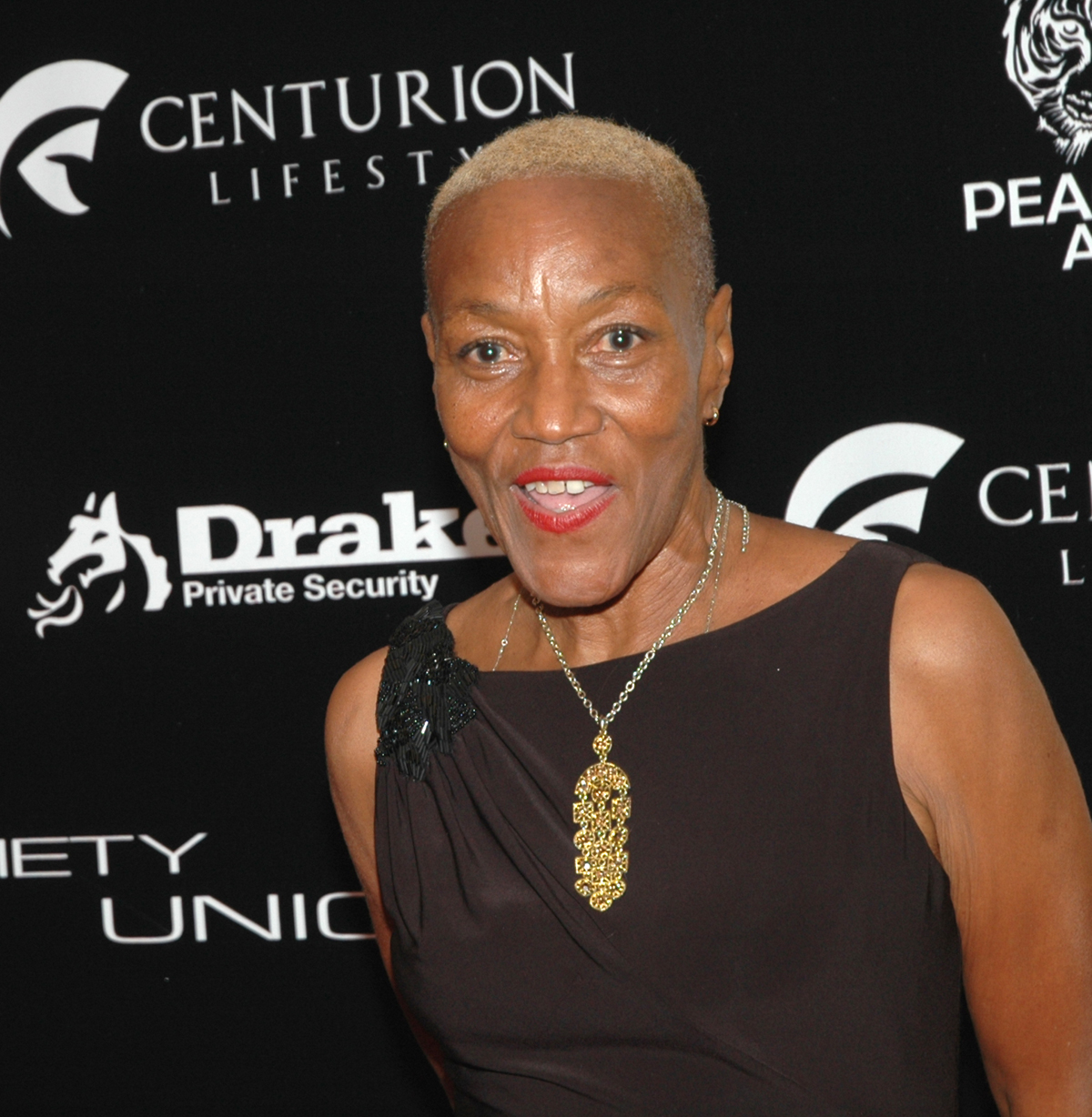
Gloria Jones bij James Cameron Party na Oscar voor 20 Feet from Stardom in Hollywood in 2014

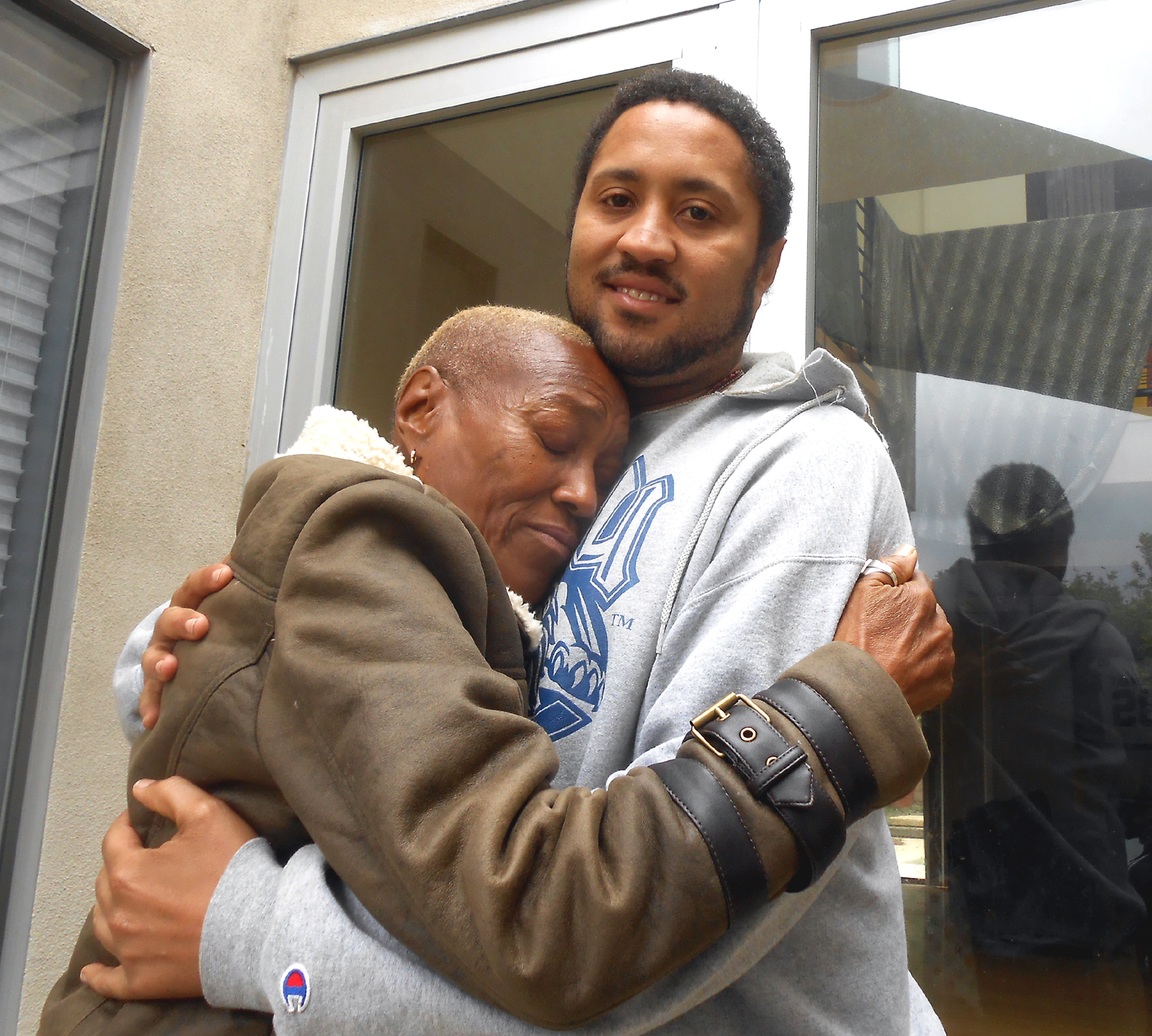
Gloria Jones met haar zoon Rolan Bolan in Hollywood in 2014

Gloria Richetta Jones (Cincinnati, 19 oktober 1945) is een Amerikaanse zangeres, songwriter en producente. Ze nam haar eerste platen op in 1964, waaronder "Heartbeat" en "Tainted Love" in een Motown-achtige productie. Het laatste nummer werd een succes in de Britse "Northern soul"-scene en een wereldwijde hit in de versie van Soft Cell.
Ze zong in 1968 in Los Angeles in Catch My Soul, een rock- en rhythm & blues-musical gebaseerd op Othello van Shakespeare. Jerry Lee Lewis speelde er de rol van Iago. Daarna zong ze in de plaatselijke productie van de musical Hair. In die periode leerde ze Marc Bolan van T. Rex kennen en de songschrijfster Pam Sawyer, met wie ze een hele reeks songs zou schrijven voor Motown. De bekendste is "If I Were Your Woman" (een nummer 1-soulnummer voor Gladys Knight & the Pips). Ze werkte ook als producer en maakte zelf opnamen voor het label.
Jones was ook een veel gevraagde achtergrondzangeres. Ze zong onder meer mee op LP's van Neil Young en Ry Cooder. In 1972 trad ze op met T. Rex. Jones werd de vaste vriendin van Marc Bolan en volgde hem naar Engeland. Ze kregen een zoon, Rolan Bolan. Ze bleven bij elkaar tot aan Marc Bolans dood in 1977, in een auto-ongeval waarbij zij aan het stuur zat. Omdat ze niet officieel getrouwd waren, had ze echter geen recht op de erfenis. Ze keerde terug naar Los Angeles. In 1978 bracht ze de LP Windstorm uit, die aan Marc Bolan was opgedragen. De single "Bring On The Love" was een succes in de Amerikaanse R&B-lijst.
Jones produceerde ook de LP's Shipwrecked (1977) en Move It To The Music (1979) van de Britse funk- en discoband Gonzalez. Ze schreef ook "Haven't Stopped Dancing Yet", de grootste hit van Gonzalez.
In 1982 bracht ze het album Reunited uit, om te profiteren van het succes van Soft Cell. Het bevatte naast "Tainted Love" nog zeven andere songs die hoofdzakelijk geschreven en geproduceerd waren door Ed Cobb, de schrijver van "Tainted Love".

## Discografie

### Solo-albums
- 1966 - Come Go With Me
- 1973 - Share My Love
- 1976 - Vixen
- 1978 - Windstorm
- 1982 - Reunited
- 1990 - Lord, I've Tried (gospel)
- 1996 - Vixen / Windstorm (heruitgave op CD)
- 2009 - Share My Love (heruitgave op CD)

### Singles (uitgebracht in de VS)
- 1964 - "My Bad Boy's Coming Home" / "Tainted Love"
- 1965 - "Heartbeat (Part 1)" / Heartbeat (Part 2)"
- 1966 - "Finders Keepers" / "Run One Flight Of Stairs"
- 1966 - "Come Go With Me" / "How Do You Tell An Angel"
- 1968 - "I Know" / "What About You"
- 1969 - "Look What You Started" / "When He Touches Me"
- 1973 - "Why Can't You be Mine" / "Baby Don't Cha Know (I'm Bleeding For You)"
- 1978 - "Bring On The Love" (Single Version) / "Cry Baby"
- 1978 - "Bring On The Love" (Album Version) / "Bring On The Love" (12-inch)
- 1978 - "Woman Is a Woman" / "Blue Light Microphone"
- 1979 - "When I Was a Little Girl" / "When I Was a Little Girl"(Instr.)
- 1982 - "My Bad Boy's Coming Home" / "We Gotta All Get Together
- 1982 - "My Bad Boy's Coming Home" /Tainted Love